# HD 72922
HD 72922 är en ensam stjärna belägen i den mellersta delen av stjärnbilden Kameleonten. Den har en skenbar magnitud av ca 5,69 och är svagt synlig för blotta ögat där ljusföroreningar ej förekommer. Baserat på parallax enligt Gaia Data Release 2 på ca 12,0 mas, beräknas den befinna sig på ett avstånd på ca 272 ljusår (ca 83 parsek) från solen. Den rör sig bort från solen med en heliocentrisk radialhastighet på ca 28 km/s.

## Egenskaper
HD 72922 är en gul till vit jättestjärna av spektralklass G8 III. Den har en radie som är ca 10 solradier och har ca 44 gånger solens utstrålning av energi från dess fotosfär vid en effektiv temperatur av ca 4 800 K.